# Nitschlawa
Die Nitschlawa (ukrainisch Нічлава; russisch Ничлава, polnisch Niczława) ist ein linker Nebenfluss des Dnisters im Rajon Tschortkiw der ukrainischen Oblast Ternopil.
Die Nitschlawa hat ein Einzugsgebiet von 885 km² und eine Länge von 81 km. Sie entspringt im podolischen Hochland und fließt grob in Nord-Süd-Richtung zwischen dem westlich gelegenen Seret und dem östlich fließenden Sbrutsch dem Dnister entgegen, in den sie bei Ustja von links mündet.
Von rechts fließt ihr die 37 km lange Nitschlawka (Нічлавка) zu.
| Quelle |

| Mündung |

| Oblast Ternopil |